# Today's Report
Today's Report är ett studioalbum (och debutalbum) av det svenska progrock-bandet A.C.T.
- Bolag - Avalon Records (Remastrad och sedan utgiven på Atenzia Records)
- År - 1999
- Releasedatum - Feb 23, 2000
- Antal cd - 1

## Låtlista
1. Abandoned World
2. Wandering
3. Grandpa Phone Home
4. Waltz With Mother Nature
5. Why Bother
6. Today's Report
7. Welcome
8. Cat Eyes
9. The Chase
10. Personalities (The Long One) - 1. Foreplay
11. Personalities (The Long One) - 2. Piece Of Meat
12. Personalities (The Long One) - 3. Tinnitus
13. Personalities (The Long One) - 4. Lord Of Lies
14. Personalities (The Long One) - 5. Emelie (Ms Amnesia)
15. Personalities (The Long One) - 6. Insomniac
16. Personalities (The Long One) - 7. Concluding Speech